# Casa-Museu Bonaparte

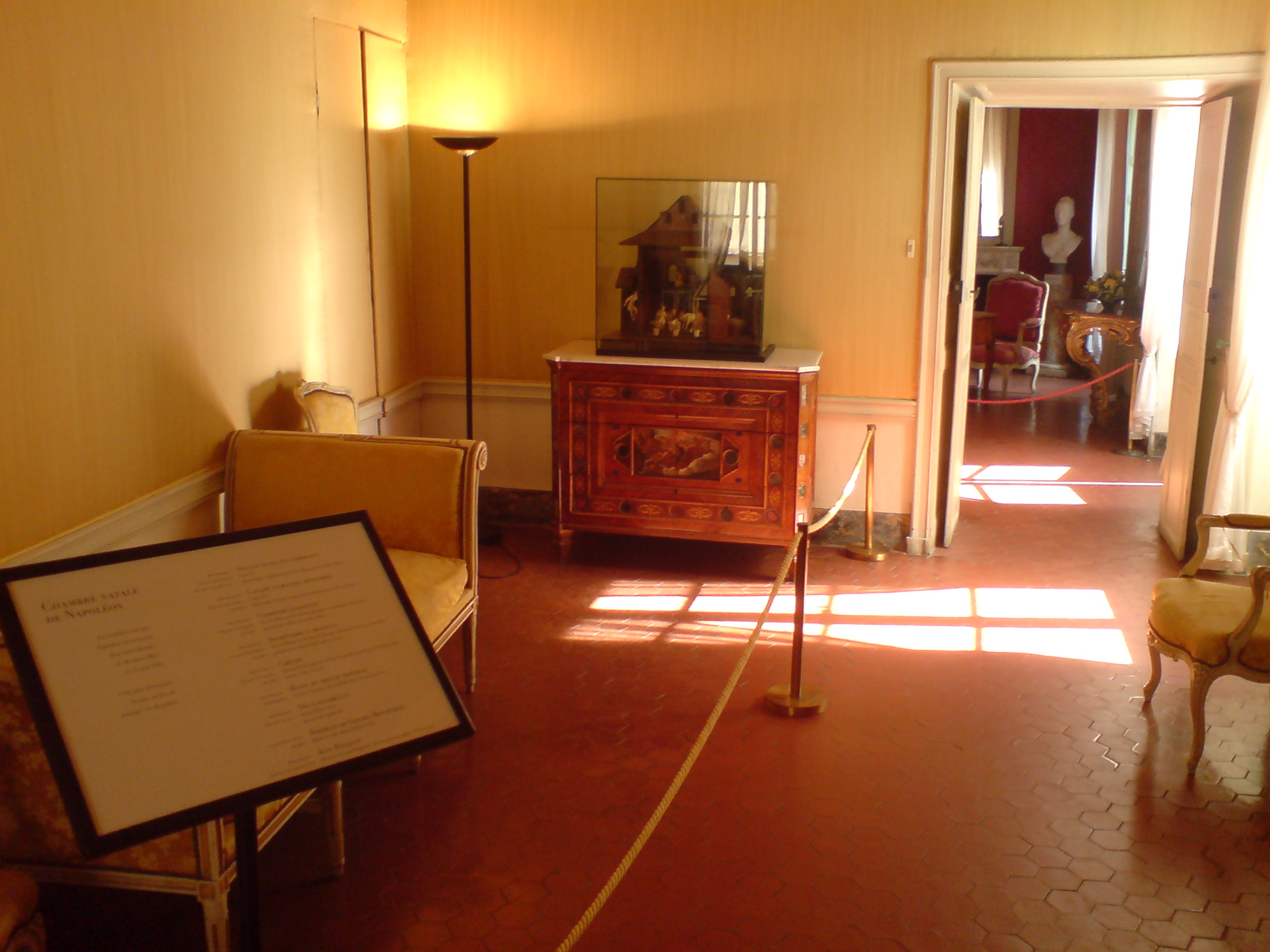
O quarto onde a tradição diz que nasceu Napoleão Bonaparte em 1769

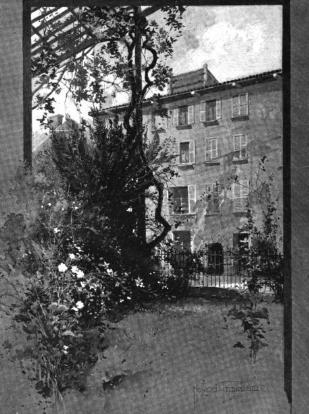
Foto de 1895 da Casa Bonaparte.

A Casa-Museu Bonaparte (em francês:  Musée de la Maison Bonaparte, em corso:  Casa Buonaparte), situada na Rue Saint-Charles, 18, na capital corsa, Ajaccio, é uma casa-museu na propriedade herdada do pai de Napoleão Bonaparte, Carlo Maria Bonaparte. Era uma construção espaçosa, com janelas que davam para uma rua estreita, perto do mar. No piso térreo viviam a mãe de Carlo e o seu irmão Luciano, um homem atormentado pela gota com o cargo de arquidiácono de Ajaccio, e no piso superior viviam alguns dos primos, e também Carlo e Letizia Ramolino.
Nesta casa nasceram e cresceram Napoleão Bonaparte e os seus irmãos.
Algum tempo depois da partida de Napoleão para estudar na França Metropolitana, a família enfrentou várias crises financeiras que a obrigaram a sair da Córsega, deixando a casa, e foram viver primeiro nos bairros pobres de Marselha e depois num sítio chamado La Sallé, em Antibes.
Com a assinatura das condições preliminares da paz de Leoben, a família reuniu-se durante duas semanas em Mombello, perto de Milão, e posteriormente Letícia voltou a viver na casa Bonaparte, reparada e mobilada especialmente por ordens de Napoleão.
Em 1967 a casa foi convertida em museu e declarada museu nacional.